# Jesse Neal
Jesse Neal (Orlando, 10 aprile 1980) è un ex wrestler statunitense, è conosciuto per aver combattuto nella TNA con il ring name Jesse Neal.

## Personaggio

### Mosse finali
- Spear

### Manager
Toxxin

### Soprannomi
- "The American Hero"
- "The Dog of War"

### Musica d'ingresso
- Tattooed Attitude di Shannon Moore e Dale Oliver

## Titoli e riconoscimenti
- I Believe in Westling
  - SCW Florida Heavyweight Championship (1)
- Pro Wrestling Illustrated
  - 84º tra i 500 migliori wrestler singoli nella PWI 500 (2011)
- Real Canadian Wrestling
  - RCW Canadian Heavyweight Championship (1)
- United States Wrestling Alliance
  - USWA Heavyweight Championship (1)
  - USWA Tag Team Championship (1) – con Glacier
- Vintage Wrestling
  - Vintage Heavyweight Championship (1)